# Kathleen Sebelius
Kathleen Gilligan Sebelius (Cincinnati, 15 maggio 1948) è una politica statunitense, Segretaria della Salute e dei Servizi Umani nell'amministrazione Obama dal 2009 al 2014 ed in precedenza governatrice del Kansas dal 2003 al 2009. Inoltre, in precedenza Sebelius ha servito come commissaria alle Assicurazioni del Kansas dal 1995 al 2003 e ancor prima come rappresentante statale dal 1987 al 1995.

## Biografia
Figlia del politico nonché ex governatore dell'Ohio John J. Gilligan, ha frequentato le scuole cattoliche a Washington per poi laurearsi in pubblica amministrazione all'università del Kansas, stato in cui risiede dal 1974. È sposata con Gary Sebelius, figlio dell'ex deputato repubblicano Keith Sebelius, ed ha due figli. 

## Carriera politica

### Membro della Camera dei Rappresentanti del Kansas (1987-1995)
Dopo aver lavorato per sedici anni all'interno delle istituzioni del Kansas, nel 1986 si candidò come rappresentante statale tra le file del Partito Democratico e riuscì a vincere rappresentando un distretto che gravitava intorno a Topeka. Detiene l'incarico fino al 1995, venendo rieletta anche nel 1992.

### Commissario alle Assicurazioni del Kansas (1995-2003)
Nel 1994 la Sebelius si candida alla guida del Dipartimento delle Assicurazioni del Kansas, riportando il Dipartimento alla guida di un democratico dopo più di un secolo.

### Governatrice del Kansas (2003-2009)
Nel 2002 vince le elezioni primarie democratiche e si candida come Governatore del Kansas: vince con il 53% dei voti contro il contendente repubblicano Tim Schallenburger, divenendo la seconda donna ad occupare tale incarico (fu preceduta da Joan Finney, compagna di partito).

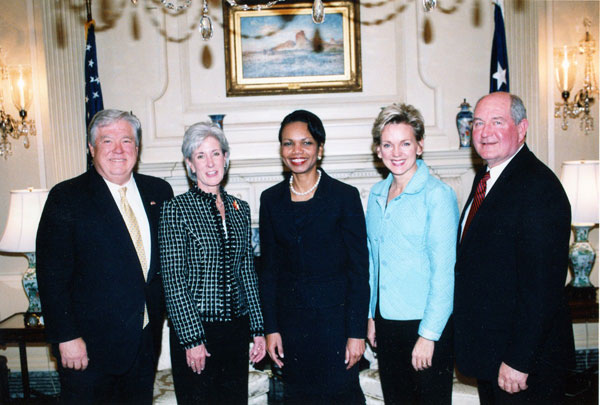
Kathleen Sebelius (seconda da sinistra), con il Governatore del Mississippi Haley Barbour (primo da sinistra), la Segretaria di Stato Condoleezza Rice (al centro), la Governatrice del Michigan Jennifer Granholm e il Governatore della Georgia Sonny Perdue

Durante il suo primo mandato, Sebelius ha accresciuto la sua popolarità e nel gennaio 2006 è stata classificata come il ventesimo governatore più popolare del paese.
Nel novembre 2005, il Time ha nominato Sebelius come uno dei cinque migliori governatori d'America, riconoscendole il merito di aver eliminato un debito di 1,1 miliardi di dollari che aveva ereditato, per aver eliminato gli sprechi nel governo statale e per aver sostenuto con forza l'istruzione pubblica, il tutto senza aumentare le tasse, anche se aveva proposto di aumentare imposte sulle vendite, sulla proprietà e sul reddito. L'articolo elogiava anche il suo approccio bipartisan al governo, una caratteristica utile in uno stato in cui i repubblicani hanno solitamente controllato la legislatura.
Nel 2006 si presenta per un secondo mandato ed ottiene un nuovo successo, stavolta con il 57,8% dei consensi. Nel 2008 ha appoggiato Barack Obama alle primarie presidenziali democratiche. 
Durante la carriera da Governatrice, la Sebelius è stata largamente oggetto di speculazioni riguardo ad una candidatura presidenziale o vicepresidenziale ( vicepresidente con John Kerry nelle elezioni 2004 e con Barack Obama nel 2008), essendo stata in quel periodo una figura trainante tra i governatori democratici e molto apprezzata per le competenze dimostrate durante il proprio mandato.

### Segretaria della aalute e dei servizi umani (2009-2014)
Kathleen Sebelius é da subito stata una delle sostenitrici della campagna elettorale di Barack Obama nelle elezioni presidenziali 2008, figurando dopo la vittoria di Obama come una delle papabili candidate a ricoprire una carica nel Gabinetto; Tuttavia, Sebelius ha per tutto il mese di dicembre 2008 smentito le voci secondo cui avesse ricoperto un incarico in un Dipartimento sotto il Presidente Barack Obama.
Il 28 febbraio 2009 Kathleen Sebelius accetta la proposta di servire come Segretario della salute e dei servizi umani degli Stati Uniti, dopo che l'incarico era stato proposto al senatore del Dakota del Sud Tom Daschle, che ha rinunciato per problematiche fiscali emerse durante la formazione del Gabinetto.

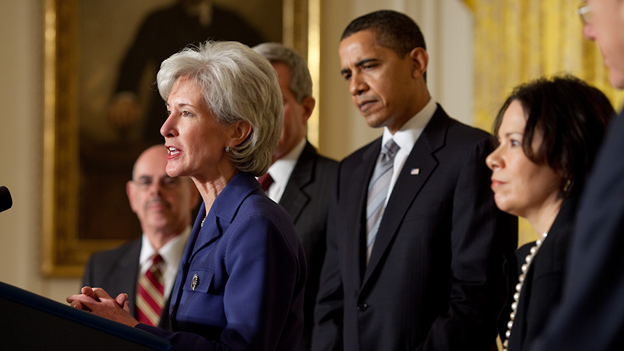
Kathleen Sebelius accetta la nomina a Segretaria della Salute e dei Servizi Umani con alle spalle il Presidente degli Stati Uniti d'America Barack Obama.

Il 28 aprile 2009, Kathleen Sebelius assume le funzioni di Segretaria della Salute dei Servizi Umani dopo l'approvazione del Senato con un voto di 65-31.
Ricopre l'incarico fino all'11 aprile 2014, giorno in cui annuncia le dimissioni dalla posizione di Segretaria della Salute dei Servizi Umani. Lo stesso giorno il Presidente degli Stati Uniti d'America Barack Obama nomina Sylvia Mathews Burwell a succedere a Kathleen Sebelius come Segretaria della Salute e dei Servizi Umani.

#### Affordable Care Act
Kathleen Sebelius ha concentrato il proprio mandato da Segretaria della Salute e dei Servizi Umani collaborando con il Presidente Barack Obama alla creazione dell'Affordable Care Act, meglio noto come Obamacare, una vasta riforma sanitaria approvata il 23 marzo 2010 volta a rendere l'assistenza sanitaria pubblica estesa a più persone nel Paese.

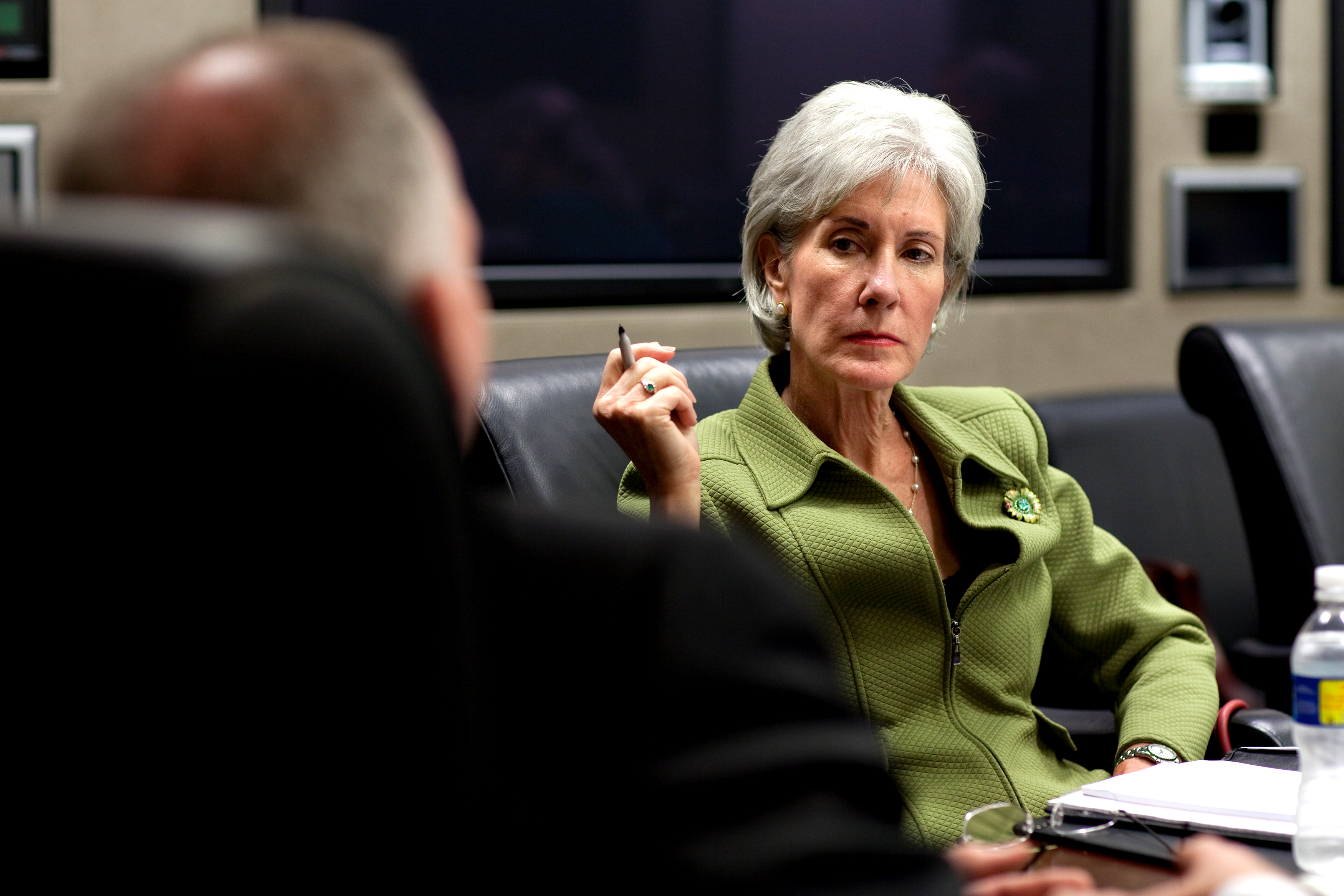
Kathleen Sebelius partecipa ad una riunione del Dipartimento della Salute e dei Servizi Umani. 28 aprile 2009.

In risposta a problemi tecnici e fallimenti durante il lancio del sito web ACA, HealthCare.gov, ha detto nell'ottobre 2013: 
"Vi meritate di meglio. Mi scuso. Sono responsabile nei vostri confronti e mi impegno a guadagnare la vostra fiducia sistemando il sito."
I repubblicani hanno chiesto le sue dimissioni in risposta ai problemi del sito web. Cinquantacinque membri della Camera dei Rappresentanti hanno chiesto le sue dimissioni, mentre i senatori statunitensi Ted Cruz, Lamar Alexander e Pat Roberts hanno chiesto le sue dimissioni. In risposta alle richieste di dimissioni, Sebelius ha detto:
"La maggior parte delle persone che mi chiedono di dimettermi, direi che sono persone per le quali non lavoro e che in primo luogo non vogliono che questo programma funzioni."
Nel 2009, 2010 e 2011, Forbes ha nominato Sebelius rispettivamente la 57a, 23a e 13a donna più potente del mondo.

## Posizioni politiche
A causa delle sue posizioni sull'aborto, già da governatrice del Kansas, è stata ammonita privatamente e, in seguito, pubblicamente dall'Arcivescovo di Kansas City Joseph Fred Naumann sull'incompatibilità tra la fede cattolica e il suo comportamento politico. Per questo, le è stato chiesto di non presentarsi più a ricevere l'Eucaristia in assenza di previa confessione sacramentale e pubblica rinuncia alle posizioni sull'aborto.
La Sebelius ha posto il veto ad alcune proposte di legge anti-abortiste nel 2003, 2005, 2006 e 2008, tra cui una legge che voleva vietare l'aborto nell'ultimo trimestre di gravidanza (late-term abortions) nello stato del Kansas. A marzo 2009 anche il Prefetto del Supremo Tribunale della Segnatura Apostolica, Mons. Raymond Leo Burke, ha ribadito il divieto di ricevere la Comunione poiché "dopo ammonizione pastorale, persiste ostinatamente in peccato grave".